# Kalobški rokopis
Liber cantionum Carniolicarum, prevedeno Knjiga kranjskih pesmi, oz. Kalobški ali Kalobski rokopis je precej obsežen rokopis verskih pesmi in molitev iz sredine 17. stoletja, najden na Kalobju v Občini Šentjur. Nastajal je med letoma 1643 in 1651. Vsebuje pesmi z molitvami in katekizmom v slovenskem jeziku. V kasnejših zapisih se je omenjal kot kalobski, čeprav je med domačini v rabi pridevnik kalobški.

## Avtorstvo
Najverjetnejši avtor naslovnega rokopisa Matija Kastelec. Verjetno ga je spisal v mlajših letih, ko je bil župnik v Dolenjskih Toplicah. Obstajajo pravopisne, oblikovne ter besediščne enakosti in podobnosti med pesmimi v rokopisu in pesmimi v njegovih Bratovskih bukvicah. Na Kastelčevo avtorstvo kaže še primerjava pisave v rokopisu s pisavo v njegovem prevodu Svetega pisma. Manj jasno je, kako je rokopisna knjiga prišla na Štajersko. Morda čez Ljubljano, lahko pa tudi kar z Dolenjskega, ki je bilo po oglejskem patriarhatu zvezano s štajerskimi kralji. Tam jo je moral dobiti Mihael Zagajšek in jo zapustiti Slomšku.

## Priprava za tisk in uporaba
Obravnavani rokopis je bil verjetno pripravljan za natis. Pisec je naslove skrbno poudarjal z rdečo tinto in jih s tem jasno ločeval od ostalega teksta, oštevilčil strani ter napisal prednje kazalo. Poleg tega je bil vezan v pergamentne rdečkaste platnice. Prepis katekizma, ki ga rokopisna knjiga med drugim vsebuje, je glavna potrditev, da ta ni bila spisana za osebno rabo, saj je pisec za lastne potrebe tiskano katekizemsko knjižico že imel. Z vključitvijo katekizma je še posebej upravičeval natis svojega rokopisa, potreba po njem je bila namreč splošna. Delo se je uporabljalo zlasti za pesmarico, najverjetneje pa je bilo pisano, da bi služilo kot priročnik, namenjen duhovnikom, ki učijo in vodijo vernike. Kasnejši zapiski s čačkami vred pričajo, da je bila med letoma 1702 in 1754 v rokah različnih organistov in da je po večini za pesmarico niso več rabili. Na koncu na primer stojijo njihove beležke o izplačilih hlapcem in zapiski učitelja za pouk računstva. Enako kot ugibanje, da je bila Knjiga kranjskih pesmi pripravljana za natis, ostaja odprto vprašanje, zakaj do njega ni nikoli prišlo. Legiša kot možne razloge navaja splošno nepodjetnost slovenskega tiska v tistih letih, nezaupanje odločujočih do verskega besedila v slovenščini, poslovenjene mašne molitve ter premalo železnega repertoarja cerkvenih, že utrjenih, besedil in preveč novih ter novotarskih.

## Vsebina in zgradba
Vsebuje 43 slovenskih in tri latinske pesmi. Med najdaljšimi so pesmi o Jezusovem trpljenju »Jezus svetu odrešitvu« (380 verzov v 76 kiticah), pesem o Jezusovem in Marijinem življenju »Prava mudrost Očina« (37 kitic po 10 vrstic) in pesem o mučenici Sv. Margareti »Meni je lušt zdaj peti« (55 kitic po 7 verzov). Pri mnogih pesmih je naveden naslov latinske ali nemške pesmi, po kateri se slovenska pesem poje ali po kateri je prirejena. Napev pa je zapisan le pri pesmi o Jezusovem življenju in trpljenju »O zvejzde, sonce rumenu«. Poleg pesmi so v njej še prevodi mašnih prošenj pred berilom za vse nedelje v letu in večje praznike ter katekizem, ki vsebuje Božje in cerkvene zapovedi, seznam grehov in dobrih del, osem Jezusovih blagrov, človekove štiri poslednje reči in molitev Duša Kristusova posveti me. Kalobški rokopis je bil v večjem delu napisan pred vezavo, delno po njej, vendar ni bil ves popisan. Danes ima ohranjenih 312 strani (ob vezavi jih je moral šteti 350), sestavlja ga 17 po obsegu neenakovrednih sešitkov, prva oštevilčena stran je 33. Vsebina je večidel zapisana v gotici, nekaj zapisov je latiničnih. Marjan Smolik pravi, da je delo pesmarica, molitvenik, katehetični in pridigarski priročnik ter premišljevalna knjiga – vse hkrati.

### Pesmi
Večina pesmi govori o Kristusu, njegovem življenju, odrešilnem trpljenju, smrti in vstajenju, nekaj je vezanih na praznike in dobe cerkvenega leta: advent, božič, Jezusovo ime, razglašenje Gospodovo in pasijonski čas. Štiri pesmi obsegajo celotno Jezusovo življenje. Pesmi o Mariji so večinoma povezane z resnicami o Kristusu ob molitvi rožnega venca. Nekatere pesmi se nanašajo na človekove poslednje reči, svetniške pesmi pojejo o sv. Magdaleni, Uršuli in Marjeti. Že prva pesem (adventna Poshle h'Dezhli nikar usakiga Angela) in z njo še vrsta drugih dajo misliti, da je rokopisna knjiga hotela biti priročnik zlasti za duhovnika, ki uči in vodi vernike, pri tem pa prinaša na novo poživljena in hkrati zahtevnejša slovenska besedila. Dolge pesmi, ki segajo iz okvira cerkvenih, so bile namenjene drugačnim pobožnostim, med drugim božjepotnim. Za romanja so bile priročne pesmi vzete iz ljudskega slovstva (npr. dvovrstičnice o sv. Uršuli) in nove, privlačne zaradi zgodbe ali mirakla. Na obojne se je dalo navezati božji nauk.
Res je, da rokopis še ni pesmarica, pripravljena za petje, napev v notah je zapisan samo pri eni pesmi. Brez napeva so vse stare pesmi, ki so bile splošno znane, nove pesmi imajo v opombi zgolj navodilo, po katerem znanem slovenskem, nemškem ali latinskem napevu naj se pojejo. Tako med njimi ni besedila precej znane božične pesmi Ta dan je vsega veselja, ta pesem je samo imenovana kot zgled za napev k pesmim na straneh 85, 102 in 105. Ne najdemo niti stare En jager na lovu šraja, temveč novo En jager gre louiti. To kaže, da ne gre za prizadevanje zajeti predvsem stanje v izročilu, ampak za tako, ki ga upošteva, hoče pa mu prispevati svoje, novo.
Avtor se je loteval različnih pesniških oblik, nekatere kitice so precej zapletene (kitice iz po dveh dvanajstercev in šestercev, petvrstičnice iz desetercev, šestvrstičnica 7-8-8-7-6-7, desetvrstičnica 7-6-7-6-7-7-6-7-7-6 ipd.). Največ je štirivrstičnic, med njimi prevladujejo take iz osmercev in sedmercev, prav tako so bile priljubljene take iz samih osmercev. Verz se ravna predvsem po številu zlogov.
Med pesmimi sta dve v celoti napisani v latinščini: božična Puer nobis nascitur ter dolga Patris sapientia. Slovenskih pesmi je 42, od tega jih je 36 najverjetneje prepesnjeno ali izvirno delo pisca Kalobškega rokopisa, 13 jih je brez tuje predloge in so piščeva priredba iz lastnih elementov. Pri 8 pesmih je bilo mogoče ugotoviti, da jih je prevedel iz latinščine, iz nemščine jih je več, zagotovo 14. Maria sapoye je priredba protestantske pesmi. Litanijska pesem v čast presveti Trojici, Mariji, angelom in svetnikom je umetno sestavljena iz katehetičnih in molitvenih kitic. Legendarna pesem o sv. Uršuli je stara, a ni cerkvena in je v taki okolici nenavadna. Necerkvena (med necerkvene pesmi na tem mestu štejemo tiste, ki se niso pele pri sveti maši) je tudi dolga legendarna pesem, to sta zgodba o mladeniču, ki ga je Marija rešila iz hudičeve oblasti (Vuzhite se verni ludje) ter pesem o sveti Margareti (Meni ie lusht sdaj peti). Poleg naštetih je necerkvena še Tam stoi gora viʃoka. Precej enakomerna, skrbna pisava posebno v prvem delu do strani 213 kaže, da so bile pesmi prepisovane iz prvopisa, enako dokazujejo sproti prečrtane in popravljene ob prepisu storjene napake.

### Slovenska cerkvena pesem v 16. in 17. stoletju
Za slovensko cerkveno pesem je bil čas 16. in 17. stoletja prehodna doba. Vladale so neurejene razmere, v slovenskih krajih so se katoličani hkrati spoprijemali z dvema nasprotnikoma: protestanti in Turki, miren razvoj so motili še kmečki upori. Duhovniki, ki bi morali biti ljudem opora, so bili za to večkrat slabo sposobni, zato so verniki največ opore našli v tradiciji, od katere se niso pustili odvrniti. Tako so ne meneč se za novosti protestantizma v cerkvi še naprej najraje peli stare cerkvene pesmi. Skrb katoliških cerkvenih oblasti za čistost verskega nauka je morda eden izmed vzrokov, da so se med Slovenci nove pesmi zelo malo razširile. Nastalo jih je sicer kar precej, verjetno več, kot jih poznamo. Največ novih pesmi je nastalo v čast Kristusu, njegovemu Srcu in Imenu ter sv. Rešnjemu Telesu. Nekatere, celo vsebinsko bogate in oblikovno lepe, so podobno kot nove pesmi v čast angelom in svetnikom kmalu zatonile v pozabo.
Prva slovenska znana pesem, ki razlaga odlike in službo angelov, je zapisana ravno v Kalobškem rokopisu. Do 19. stoletja je bila edina, ki je skušala vsaj nekoliko razložiti resnice o angelih, svetnikih in pogubljenih. Pesem Dones cerkov sveta mati razlaga, kako angeli častijo Boga v nebesih in kako so poslani v pomoč ljudem na zemlji. Razložen je tudi način škodljivega delovanja hudobnih duhov, ki zmorejo naravne pojave uporabiti v svoje namene in z njimi škodovati ljudem, božjim ljubljencem. Iz Svetega pisma je navedenih nekaj zgledov, kako dobri angeli ljubijo in pomagajo.
Posebno mesto v razvoju katoliških slovenskih cerkvenih pesmi ima pesem v čast Jezusovemu imenu (Jezusa ime presvetu), ker je v vrsti samih anonimnih pesmi prva, ki razodene avtorja. Pisec obravnavanega rokopisa o njej pravi, da jo je spesnil v januarju 1643. Gre za zaupno molitev grešnika k usmiljenemu Jezusu, ki  
je zanj prelil vso kri.

#### Dones Cerkov sveta mati
čast Bogu hoče spižati

za milost preveliko:

Stvaril je mnogu krdelce,

te lube svete angelce 

nam na pomuč nebesko.

Koker sonce vsi svetijo,
 
koker en ogen lisnejo,

so vsi nebeski duhi

božja prelepa čudna stvar.

Njih natura je en svet dar,

Jezusu vsi podložni.

Božje obličje vidijo,

večno luč vselej gledajo.

Ta čast svete Trojice:

to isto oni hvalijo,

svet, svet, svet je Bug pravijo

ter padajo na lice.

Nih imena nu nih službe

so po tem koker oskrbe

naše reči na zemli.

Koker so stanovi mnogi

taku jim tudi Bug deli

skrb v njih lubim krdeli.

Kdu Bogu glih: o Mihael,
 
zgurni vojskar, en arhangel;

pod tvojim je banderu 

vse, kar vojskuje angelstvu

zuper djanje hudičovu

so vso silto neverno.

Ta stara kača ne spi,

nuč nu dan iše, želi,

da bi nas premojstrila,

ob život, dušo, čast, blagu

zavlekla nas v tu večnu zlu,

od Buga obrnila.

Narprvič začenja zmote,
 
punte, tiranstvu nu vojske,

red božji premečuje,

kralje, cesarje podsuka,

lubezni zveze rezčuka,

de lej svoj srd izsuje.

Huda nam dela vremena,

s točo vse časi pomendra,

svoj strup na vejter prsne,

naš sad zemle nam ne voši,

vse stvari hujša, poiskaži,

tuljkan sovražnik počne.

Kadar bi sveti angelci

mu ne branili, dušici

životu bi on skodil

z vodo, napastjo nu z ognjom,

v zlo smrt bi nas zapodil.

Kadar smo v nuji narvekši
 
nam hite angelci streči,

z nadlug nas vun iznesti.

Levi niso sant Danielu

kaj mogli pred tem angelom,

sicer so ga bili znesli.

Žveplu na ogin iz nebes

je Sodoma koker en ses

končal. Lot pak stari

je ušel, s hčerami nu ženo

angelci ga odpelali,

Bug te svoje obari.

Petrus dolgu v ječi živil,

je k smrti uže obsojen bil

od Herodeža kralja.
 
Njega angel v noči pršal,

ketine vse je pretrgal,

prosta so obležala.

V ogneni peči glih taku
 
en angel ohranil cilu

te tri svete hlapčiče.

Koker v rosi so hodili,

en hladen vejter čutili,

ne vedo nič od hice.

Taku še na donašni dan

nas varje angelski stan.

Ti presvetni stražniki

veden za nas skrb imajo,

vojskujo, ter nas branijo

pred vsemi zuprniki.

Hvala tebi, Jezus Kriste,

kir nam daš take varuhe,

svete, lube ter zvejste,

de nam vrag nima skoditi,

temuč nas vuče hoditi
 
v nebu te prave cejste. Amen.

#### Jezusa ime presvetu
ponižno zahvalimo.

To kot sonce povsem jasni,

da se grejemo.

Proč odstopi vse prekletu,

verni pak mir najdemo.

Išče duša ter ne znajde,

čista koker grlica,

v svojem srci hitru najde

smileniga Jezusa.

Vliva v njo studence gnade

nu medenu veselje.

Jest pak solze Magdalene

želim z grenko žalostji,

grejh strupeni, zlo zadene,

odpodi gnado božjo.

O Jezus, pomili mene,

voši snago angelsko.

... kršanstvu de se vname

zguranjo žerjavico,

več v krivici ne ostane,

trdnu hrani pravico,

ter se gori v nebu vzame

vžiti sveto Trojico.

Jezusa dušica sveta

nu telu posveti naš,

žlahtna voda s strani vzeta

speri ter napoji nas.

Sladke rane, kri prijetna

#### De Extremo die Judicÿ.Koker od Cessarize ...
Elias ie prerokoual,

Suoimu Jogru nasnanie dal,

koku dolgu sueit stall,

preden se bode vus reshal,

O Bug vsmili se zhes nass.

Praui bo stall sheist taushent leit,

potle bo imel konez sueit,

Chr̃us ta ie pak meldal sã,

sueit nebo taku dolgu stal.

O Bug usmiliſse zhes nass.

Sa uolo teh jsuolenih,

kir bodo v'suetih nebeſsih,
 
ueſselu tã prebiuali,

sa teh uolo perkrazhen bo.

O Bug &c.

Sueit she nemore dolgu stat,

to more usak zhlouek sposnat,

ſkoroj ga bo konez enkrat,

ueliku zhudes sgodilu.

Glih skoroj pride Boſhÿ syn,

V'niega gospostui, inu ſ'nim

ti niega lubi Angeli,

Propheti[ae] nu Apostoli:

O Bug &c.

Chr̃us s'trobento pustil bo,

piskat temu Erz = Angelu,

V' Josaphatouimu dollu,

ta sodni dan bo tam dershan.

O Bug usmiliſse &c.

Tadaj bodo is tih grobou,

Ti mertui gori ustaiali,

s'kostmi, s'kosho uſi obdani,

glih kakor ti shiui bodo:

O Bug &c.

S'enim zhishenim telessom,

obdani s'suoÿm lastnim meſsom,

Bogati, vbog, stari, mladi,

Moshie, shene, nu Otroci.

Vsak more naprei stopiti,

Pred Bugom raitingo dati,

Sledni po suoim deli lon,

bode preiel ſuestu nasaj.

Sledne vnuzne beſsede,

bodo naprej preneſsene,

Na sledno bode sojenie

po deli sueistu lonanie,

tim hudim bo ferdamaine.

Porezhe h'tem na deſnizi,

Poite sẽ ui [moy] Jsuoleni,

v'ta sueti raÿ semkaj k'meni,

vtim bote uy prebiuali,

kir nigdar ueſselila kõza ni.

O Bug kaku tim hudim bo

kir na leuim ſtali bodo,

Sdaici bodo zagali,

le iokali, trepetali,

iamrali, nu klaguuali.

Serdit Richtar porezhe k'nim,

poite kie ui  ferdamani,

noter v'ta paklenski ogein,

v tim bote ui prebiuali,

Kir nigdar martre konza ni.

Hudi bodo slu shraiali,

jokali, s'ſobmÿ ſkripali,

uekomaj u'ogni goreli,

o vae, nu vae ÿm uſelej bo.

Terplenie tih prekletih bo,

uekomaj troſhta nizh nebo,

de bi bili odreſheni,

shraiali s'kletuo bodeo,

ta zhas kir so v'nim roieni.

De bi bil Sueit ena Gora,

ter bi billa usa peshena,

Nu v'tauſhent leitih lej en kratt,

ena tizza prozh odnesla,

le enu samu sernize.

Zhes taushent leit perletela,

po enim sernzi snaſsala,

Sai bi bili odreſheni,

Tu pak nikuli konza ny,

Vezhnu tam bodo goreli.

Drugazhi nemore biti,

uekuj moreio trpeti,

ta Richatariou ſerd noſiti,

nigdar mogozhe uun priti,

uekui kumaj goreti.

Sueit uſhe story pet tauſhent leit,

[k'niemu she] nu [ſestu] sest stu ter ſtirideſset,

ta zhas perkrazhen guishnu bo,

greshnikij ſpokoriteſse,

ter dobru diat flissaiteſse.

Na tu de bote shteueini,

V'mej temi Jsuolenimi,

shnimi ſe mi ueſseliti,

uekuikumaj, tu nã Bug daj,

Po tem lebnu nebeskj Ray. A m e n.

#### S e q u e n s  C a n t i o accomodata, ad melodiam, Omni die dic M a r i a e.
En Jager vun gre louitj

Zhes tu nebeſku polie,

Katerimu ie pruti priti

Suetu tellu Mariae.

Ta louéz je slahtni Angel

Marÿ dobru posnã,

Samorogza pred se poial,

Gabriel imenouã.

Stiri hèrte s'saboj vódi

Na ti roki zartani,

Ti so hitri, lepi, bélli,

Koker sam snégh padani.

Hèrt ta pérui je Prauiza,

Ktere v'ſueiti ni billu,

Drugi praua je resniza,

Pousod jo je ſmankalo.

Tretÿ boshia gnada, milost

Ludiem vboſhim sgublena,

Pak zheterti mir, Pokojnost,

Na semli pogréshena.

Samarog je vsmilẽ J E S U s h

Pravi Bug nu zhlouek bil

Prihod niega shèlil sueit vus

Enkrat kumaj sadobil.

Samaroga louez ishe

Na nebeſsih, na semli,

Shtiri lubi ti hertizhi

Tudi po nym hitéli.

Louez sledi taku dolgu

Da se Samarog ulovj

ter se [v'krillu] prau pręlubesniuu

V'krillu Mariae spusti.

Gabriel v'roshizh sapiska

Leip, ueſsel glass uunkaj gre,

Zheshena si o Maria,

Milosti Boshie pólna.

Sami Gospud Bug ie s tabo

V'mej shenami segnana,

V'saj s'uezhim porodom ne bo

Obena shena obdana.

V'Dezhlnim telli bosh spozhéla,

Enu Deteze suètu,

Shiroku nébu nui semla

Obſhezhi ga ni moglu.

JEshusa bosh porodila

Vseh ludyh trosht, ueſselie,

Vezhnu Diuiza prebila,

Pred roſtuõ inu potle.

On bo uekomaj regiral

V'Throni kralia Dauida,

Brumne Duſhe v'nebu sbiral,

Suoiga Grad Ozheta.

Niega suetimu jme[nu] ni

Bode use poduershenu,

Na hualo se mu perkloni

Vsako kralſko kolenu.

Pole Maria Diuiza

Precej ie pokleknila

She nje zartana Duſhiza

Roke góri usdignila.

Jest sem ta Gospodnia Dekla

[Kaku bom sahua] Js serzhne pohleunosti,

Kaku bom sa hualo rekla

Moîmu Stuarniku doſti?

Leta beſeda se ſturi

Glih kakor Bug gouori

Sdaîzi JESUsha v'ti uri

Spozhela v'ſuetim Duhj.

V'Mariae presuetu serze

Samarog se dopusti,

Gabriel pak spet s'perezã

Gori v'nebu pérleti.

Tankaj ta suôj lou osnanja,

V'sim rim Chorõ Angelskim,

Ah nÿeh uesselie sposnati

Nam tudi Bug uoſhi usem.

O Maria sueta Mati

Prossi Stuarnika sa naſs,

Da nam hoze milost dati,

Sdaj nu na naſs ſmertni zhass.

De nã hoze milost dati

V'saki greih odpustiti,

V'nebu cesto perkasati,

Kie pomagati priti.

De nass hoze obuaruuati

Pred tim hudim uremenõ,

Tozho, kugo proz odgnati,

Bug s'ſuoim v'kaſuuanjom.

De naſs hoze obuarouuati

Pred dragoto, lakoto,

Voiſko, greihih, ter nepaſtih

Nui hudizhouih smotih.

De naſ hoze obuaruuati

Pred slem ogniom paklẽskim,

Obilnu ueſselje dati

V'tim kralieſtuim nebeſkim.

Nashe duſhize sapojo

Leto peissem hualeſhnu.

J e s u s Syn zhiste M a r i a e

Nass obari uekomaj.

A m e n. 1651.

in nouo año.

### Katekizem
Katekizem je dosledno povzet po malem Kanizijevem katekizmu slovenske izdaje iz leta 1615. V Kalobškem rokopisu manjkajo le uvodi in povzetki, zakramenti, Vera, Očenaš ter Angelovo Češčenje . Prepis upošteva celo naglase.

### Molitve
Vse zapisane molitve so tako imenovane collectae – prošnje pred berilom, mišljene kot skupne molitve pri zbranem ljudstvu. Razdeljene so na molitve »na vse nedelje celega leta« in molitve na »vse trdne (nepremične) praznike«. Gre za sprotne prevode in zapise, o čemer pričajo neizbrisani popravki. Tak del mašnega besedila v slovenščini bi bil novost. Treba bi bilo raziskati, ali je šlo te čase za večje gibanje ali le za posamezno prizadevanje, da se te prošnje molijo v ljudskem jeziku – morda v zvezi z uvajanjem rimskega misala in obrednika, ki je kazal več razumevanja za jezik vernikov.